# Szelomo Elijjahu
Szelomo Elijjahu (hebr. ‏שלמה אליהו‎, ang. Shlomo Eliahu, Shlomo Eliyahu, ur. 18 stycznia 1936 w Bagdadzie) – izraelski przedsiębiorca i polityk, miliarder, w latach 1978–1981 poseł do Knesetu z listy Demokratycznego Ruchu dla Zmian (Dasz).

## Życiorys
Urodził się 18 stycznia 1936 w Bagdadzie w ówczesnym Królestwie Iraku. Dorastał w biedzie. W 1950 wyemigrował wraz z rodziną do (niepodległego od 1948) Izraela. Początkowo mieszkali w obozie przejściowym.
W 1959 założył pierwsze przedsiębiorstwo, a w 1968 (lub 1965) powstała jego firma ubezpieczeniowa – Eliahu Insurance Company. W 1977 przystąpił do nowo utworzonego Demokratycznego Ruchu dla Zmian, z którego listy bezskutecznie kandydował do izraelskiego parlamentu w wyborach parlamentarnych w maju 1977. W skład Knesetu dziewiątej kadencji wszedł jednak 15 lutego 1978, po rezygnacji Me’ira Zorei. 14 września doszło do podziału w Dasz – Elijjahu, Szemu’el Tamir, Szafik Asad, Mordechaj Elgrabli, Binjamin Halewi, Akiwa Nof i Jigael Jadin współtworzyli Ruch Demokratyczny. 8 lipca 1980 opuścił to ugrupowanie, tworząc – wraz z Szafikiem Asadem – nową partię: Achawa, do której przystąpił również Akiwa Nof. Obaj jednak opuścili ugrupowanie w kolejnym roku i pod koniec kadencji Elijjahu pozostał jej jednym posłem. Podczas pracy parlamentarnej zasiadał w dwóch stałych komisjach – finansów oraz absorpcji imigrantów i jednej tymczasowej – do spraw energii.
Fortunę zbudował działając w branży ubezpieczeniowej – oprócz Eliahu Insurance Company jest właścicielem Migdal. Ponadto był współwłaścicielem dwóch izraelskich banków, w tym największego – Banku Leumi oraz Union Bank of Israel.
W 2010 otrzymał doktorat honoris causa Uniwersytetu Telawiwskiego oraz został wyróżniony przez Dun & Bradstreet tytułem Managera Roku. Był określany jako enfant terrible branży ubezpieczeniowej.
Pojawiał się na liście najbogatszych ludzi świata magazynu Forbes – w 2014 był na 1210 miejscu, a w 2015 na 1638. W 2016 jego majątek oceniano na 1,1 miliarda dolarów.
Prowadził działalność charytatywną, w szczególności poprzez tworzenie stypendiów naukowych.

## Życie prywatne
Jest rozwiedziony, ma czworo dzieci. Mieszka w Tel Awiwie, w dzielnicy Ha-Kirja – w apartamencie na najwyższym piętrze wieżowca Eliyahu House, należącego do jego przedsiębiorstwa.